# Neurofeedback

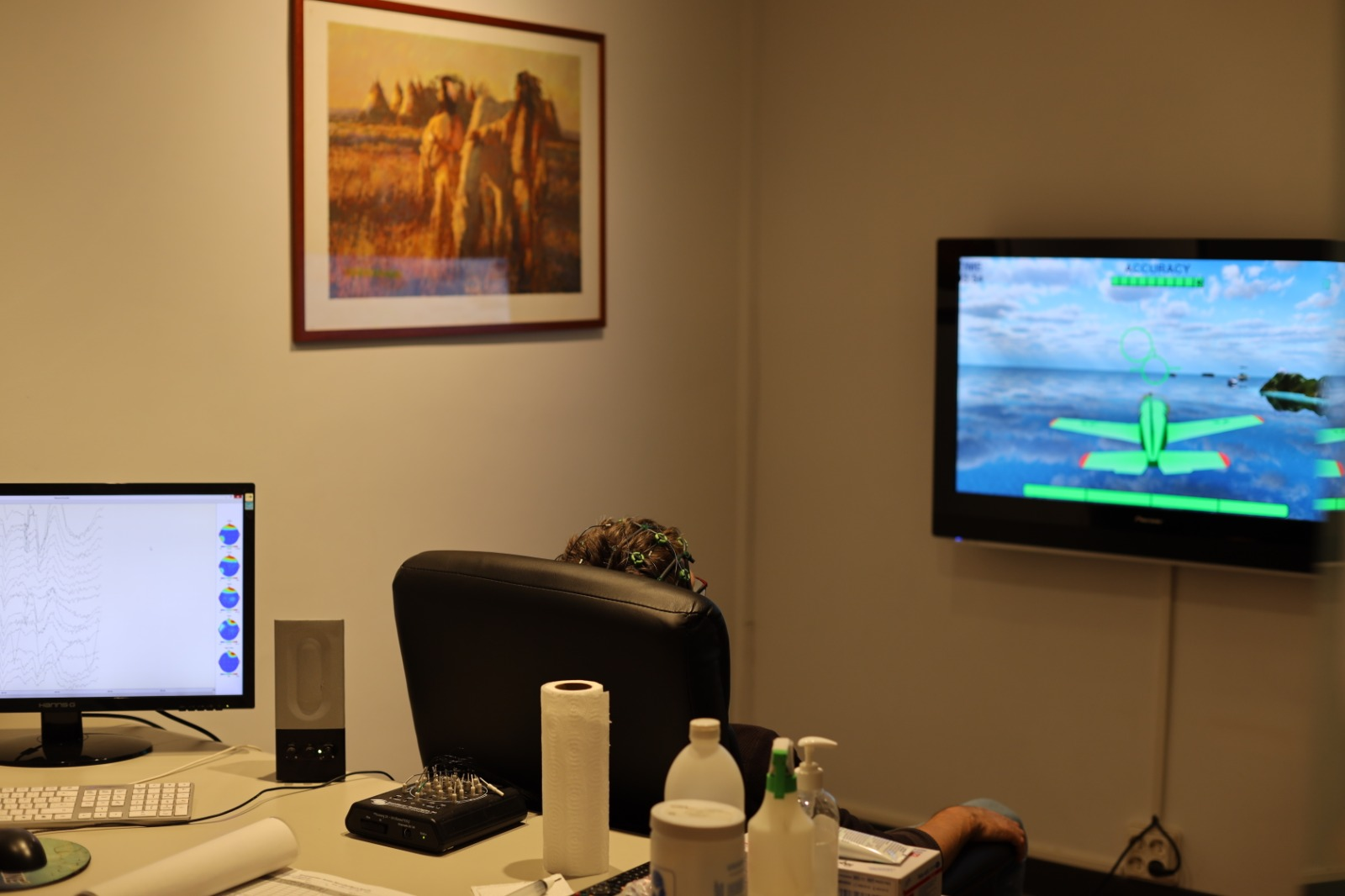

El Neurofeedback es un tipo de Biofeedback que tiene como objetivo que el sujeto aprenda a autocontrolar las funciones cerebrales. Este entrenamiento se basa en el condicionamiento operante y se lleva a cabo midiendo las ondas cerebrales, a través del Electroencefalograma (EEG), y proporcionando una señal de retroalimentación, generalmente visual o auditiva.
El Neurofeedback es un aprendizaje para cambiar la amplitud y frecuencia de los componentes electrofisiológicos y las ondas del cerebro, que se basa en la capacidad que tiene el cerebro de cambiar, es decir, la neuroplasticidad.
Puede ser utilizado como tratamiento en casos clínicos o como un entrenamiento para mejorar habilidades mentales.

### Historia del Neurofeedback
La primera vez que se observaron señales eléctricas en el sistema nervioso se remonta a 1848, cuando investigadores como Duboi-Reymond informaron de la presencia de señales eléctricas como marcador del impulso nervioso periférico.
Se considera que la investigación científica de Richard Caton es el primer evento clave del Biofeedback. En 1875 descubrió, realizando estudios con monos y conejos, que las fluctuaciones en la actividad eléctrica del cerebro eran consecutivas a la actividad mental.
Posteriormente, en la década de 1920, Hans Berger midió el Electroencefalograma (EEG) en el cuero cabelludo humano. Fue el primero en registrar un EEG sin procesar en papel. Posteriormente identificaría dos ondas diferentes: alfa y beta. Su artículo histórico se publicó en 1929, donde propuso que las anomalías en el EEG reflejan trastornos clínicos y, por tanto, su técnica podría utilizarse para el diagnóstico y para medir el impacto de las intervenciones terapéuticas.
En las décadas de 1930 y 1940, el EEG se convirtió en objeto de gran interés en el ámbito de las ciencias psiquiátricas y neurológicas por parte de investigadores como Gibbs, Holwell, Davis, Donald Linsey, Gray Walters y Herver Hasper. Estos estudios sugirieron que existe una mayor probabilidad de que aparezcan ciertas características del EEG en poblaciones clínicas que en el resto de la población.
En 1963, Joseph Kamiya, profesor de la Universidad de Chicago, quiso averiguar si era posible reconocer conscientemente las ondas cerebrales. Entrenó a un sujeto a reconocer su actividad de ondas alfa (8-12 Hz), reforzándole verbalmente cada vez que entraba en este estado. El experimento fue un éxito y se confirmó la capacidad humana para controlar los estados de las ondas cerebrales a través de la instrumentación. Kamiya demostró el circuito de entrenamiento de Biofeedback típico: 1.º) un instrumento registra la actividad biológica específica de interés; 2.º) un sujeto es reforzado cada vez que ocurre la actividad deseada; 3.º) se hace posible el control voluntario de una actividad biológica.
A medida que la tecnología se fue desarrollando en las décadas de 1960 y 1970, se hizo factible evaluar y cuantificar con precisión muchos más parámetros del EEG de lo que era posible hasta aquel momento a través de la inspección visual humana. Con estos avances surgió el campo de QEEG, el Electroencefalograma cuantitativo.

### Fundamentos teóricos del Neurofeedback
El Neurofeedback surge de hallazgos científicos que han sido investigados desde hace más de 100 años y que son fundamentales para el conocimiento actual en diversas ramas científicas. Estos fundamentos son: el Biofeedback, el condicionamiento operante, la Neuroplasticidad y el Electroencefalograma. 

#### Biofeedback
El Biofeedback es una terapia de modificación de conducta que utiliza determinados instrumentos para detectar procesos fisiológicos internos y proporciona al individuo información sobre la función fisiológica que está midiendo, haciendo así que sea posible controlarla o modificarla.
Así, el estado de una determinada función se muestra al individuo mediante estímulos visuales o auditivos y esto permite al sujeto influir sobre dicha función.
El objetivo final del Biofeedback es que la persona, tras el entrenamiento necesario, pueda modificar los valores de la función biológica deseada de forma voluntaria y sin precisar la mediación de instrumentos.
Existen varios tipos de Biofeedback que actúan sobre diferentes variables:
- Electroencefalográfico o Neurofeedback: Actividad eléctrica cerebral.
- Electromiográfico: Actividad muscular.
- De la temperatura periférica: Temperatura superficial de la piel.
- De la respuesta psicogalvánica: Nivel de conductancia de la piel.
- De la presión sanguínea.
- De la tasa cardíaca.
- De la erección del pene.
- De los músculos del cérvix.
- Del esfínter anal: Presión del esfínter anal.
- Del PH estomacal.
- De respiración forzada.

Tras décadas de investigaciones sobre el Biofeedback se ha puesto en evidencia su eficacia en el abordaje de un gran número de problemas. No obstante, debe tenerse en cuenta que su utilización siempre debe ir acompañada de una adecuada formulación clínica en función de lo procesos conductuales, cognitivos y afectivos de la persona.

#### Condicionamiento operante o instrumental
El origen del condicionamiento instrumental u operante se encuentra en 1898, cuando Edward Thorndike propuso que las respuestas que son seguidas de una satisfacción se ven fortalecidas y, por este motivo, será más probable que vuelvan a producirse en un futuro. Por el contrario, aquellas acciones seguidas de consecuencias desagradables serán debilitadas y, en consecuencia, tendrán menor probabilidad de repetirse. Según Thorndike este aprendizaje se llevaría a cabo mediante ensayo y error.
Posteriormente Burrhus Frederic Skinner, basándose en el trabajo de Thorndike, propuso que es necesario que la consecuencia sea contingente a la conducta para que así ésta pueda controlar su repetición.  Así, Skinner llamaría respuesta operante a la conducta que opera en el ambiente y produce una consecuencia.
De esta forma, Thorndike y Skinner sentarían las bases teóricas del Condicionamiento operante o instrumental. 
Reynolds, en su Compendio sobre el condicionamiento operante (1973), lo define como “Un proceso en el cual la frecuencia con que está ocurriendo una conducta, se modifica o se altera debido a las consecuencias que esa conducta produce. [...] Como una ciencia objetiva, se limita al estudio de aquellos elementos que pueden ser observados, medidos y reproducidos.” 
La modificación de respuestas autonómicas de manera voluntaria, a través del condicionamiento operante, encuentra su origen en Tarchanoff (1885), quien demostró que es posible controlar la frecuencia cardíaca, influyendo en los centros de control de dicha respuesta.

#### Neuroplasticidad
La Neuroplasticidad puede considerarse uno de los descubrimientos más importantes de la neurociencia.
Fue en 1890 cuando William James planteó por primera vez la teoría de la Neuroplasticidad. Sugirió que el cerebro humano tiene la capacidad de realizar cambios continuos en sus funciones. Pero sería Jerzy Konorski quién, en 1948, definiría por primera vez el término Neuroplasticidad.
La neuroplasticidad se puede definir como la capacidad del cerebro para cambiar, remodelar y reorganizarse con la finalidad de mejorar su adaptación a nuevas situaciones.
Las redes neuronales no son fijas, sino que aparecen y desaparecen de forma dinámica a lo largo de toda la vida, en función de las experiencias. Cuanto más se repita una determinada acción más se fortalecerán los circuitos neuronales, lo que conduce a una mejor capacidad para realizar la tarea practicada con el menor gasto de energía posible. Por el contrario, al dejar de realizar una actividad, el cerebro redirigirá estos circuitos neuronales.
La neuroplasticidad es la causa que explica sucesos como la habituación, la sensibilización, la tolerancia e incluso la recuperación tras una lesión cerebral.

#### EEG
El Electroencefalograma (EEG) fue definido por su creador Hans Berger como “una especie de ventana al cerebro”. Es una herramienta, no invasiva, utilizada para medir la actividad cerebral.  El EEG registra los cambios eléctricos que se producen con las sinapsis de grandes redes neuronales corticales, que se activan, produciendo millones de dipolos que se suman generando una corriente que viaja hasta ser captada por el electrodo.
Las dos características esenciales medibles que registra un EEG son: la frecuencia y la amplitud. La frecuencia hace referencia a la rapidez de la onda, y se mide en Hertz (Hz). La amplitud es una medida de fuerza, medida en voltios (V), la cual es mayor cuanto mayor sea el número de sinapsis que se activan al mismo tiempo.

### Evidencia científica del Neurofeedback
Hace más de 40 años que se investiga la efectividad del Neurofeedback como tratamiento para múltiples trastornos, sigue en constante estudio actualmente y es necesario seguir investigándolo en un futuro.  
Son muchos los estudios que han puesto en evidencia su eficacia. Estos son algunos ejemplos de los resultados hallados en los últimos años sobre el Neurofeedback. 

#### Neurofeedback en el tratamiento del Trastorno por déficit de atención con hiperactividad (TDAH)
Steiner y cols (2014) quisieron estudiar la diferencia entre el entrenamiento cognitivo y la aplicación de Neurofeedback en niños con diagnóstico de TDAH. Concluyeron que aquellos que habían sido tratados con Neurofeedback lograron mejores resultados en los síntomas del TDAH por lo que lo señalaron como una intervención prometedora.
Por otro lado, Sudnawa y cols. (2018) realizaron un estudio en el cual llevaron a cabo la comparación entre el tratamiento farmacológico (Metilfenidato) y el Neurofeedback en niños diagnosticados de TDAH. Ambos grupos de niños mejoraron de igual forma, es decir, el Neurofeedback demostró ser igual de eficaz que la medicación.

#### Neurofeedback en el tratamiento del Insomnio
En un estudio realizado por Kwan, Y., Yoon, S., Suh, S., & Choi, S. (2022) recientemente, se puso a prueba la eficacia del Neurofeedback para reducir la excitación cortical en el insomnio en comparación con el tratamiento cognitivo-conductual. Los resultados obtenidos pudieron confirmar que el entrenamiento con Neurofeedback alivió los síntomas del insomnio de los participantes, reduciendo la hiperactividad cerebral.
Otro estudio realizado por Garcia, D. A. (2019) se pudo observar que, tras 20 sesiones de Neurofeedback, los pacientes que sufrían insomnio manifestaron mejoras significativas en algunas variables del sueño.

#### Neurofeedback en el tratamiento de la Ansiedad
Se ha investigado la eficacia del neurofeedback en pacientes con diagnóstico de Trastorno de Ansiedad Generalizada. Se encontró que era una terapia eficaz para estos casos, destacando especialmente la reducción de los síntomas de ansiedad y los síntomas depresivos. (Hou, Y., Zhang, S., Li, N., Huang, Z., Wang, L., & Wang, Y., 2021).
La Universidad de Texas llevó a cabo un estudio con 40 pacientes que presentaban sintomatología ansiosa. Se pudo determinar que tras el entrenamiento en Neurofeedback los síntomas mejoraron de forma significativa.
Russo, G. M., Balkin, R. S., & Lenz, A. S. (2022) realizaron un metaanálisis de un total de 26 publicaciones sobre la efectividad del Neurofeedback, en diferentes trastornos de ansiedad. Los resultados indicaron que la autoevaluación de los niveles de ansiedad se redujo de forma significativa.
Por último, en una investigación realizada en la Universidad de Guayaquil en la que se aplicó Neurofeedback en personas con sintomatología ansiosa, se observó que a partir de la quinta sesión se produjo una disminución significativa de la ansiedad y una mejora en el nivel de estabilidad emocional (Chévez Fuentes, A. R., & Hernández López, C. K., 2021).

#### Neurofeedback en el tratamiento del trastorno obsesivo-compulsivo (TOC)
A partir de la revisión de varios estudios que analizaban más de 1211 pacientes que cumplían criterios de TOC, Zafarmand, M., Farahmand, Z., & Otared, N. (2022) observaron que los pacientes obtuvieron un importante beneficio del Neurofeedback, en comparación con otros tratamientos.

#### Neurofeedback en el tratamiento de la Depresión
La Revista de la Universidad de Cambridge realizó en 2022 la revisión de 22 estudios sobre el Biofeedback y el Neurofeedback aplicado como tratamiento de síntomas depresivos y que cumplían con los criterios necesarios. Se pudo concluir que ambas técnicas, el Biofeedback y el Neurofeedback, son prometedoras en la reducción de la sintomatología depresiva, incluso en los pacientes con Trastorno Depresivo Mayor. Además, se pudo observar que la integración de estas intervenciones con psicoterapia puede conseguir potenciar los resultados.

#### Neurofeedback en el tratamiento de la Epilepsia
Tozihi, A., Mehdizadeh, M., & Jahan, A. (2018) llevaron a cabo la revisión de diferentes investigaciones que estudiaron el efecto del Neurofeedback en la epilepsia. Los autores concluyeron que el Neurofeedback ha mostrado su eficacia al reducir significativamente las convulsiones, en concreto, en la epilepsia resistente al tratamiento farmacológico. Por lo tanto, el neurofeedback se propuso como un muy buen enfoque en pacientes epilépticos resistentes a los medicamentos. Por otro lado, en lo que respecta al uso de neurofeedback en niños con crisis parciales también se ha podido observar un efecto positivo.

#### Neurofeedback para mejorar las Capacidades cognitivas
Da Silva, J. C., & De Souza, M. L. (2021) realizaron una revisión sistemática de varios estudios que observaron el efecto del Neurofeedback en la mejora de las capacidades cognitivas de personas sanas. Encontraron que el Neurofeedback tiene un efecto significativo sobre la memoria de trabajo, el estado de ánimo y la calidad del sueño y un efecto medio-alto en las funciones ejecutivas.
Por otro lado, Trambaiolli, L. R., Cassani, R., Mehler, D., & Falk, T. H. (2021) el efecto del Neurofeedback en pacientes con demencia. Los resultados evidencian que los pacientes mejoran significativamente en las tareas de memoria y en algunas subescalas de las pruebas cognitivas estandarizadas.

### El Neurofeedback como pseudociencia

#### Ciencia vs Pseudociencia
Por tal de poder identificar si el Neurofeedback podría ser descrito como una ciencia, en la siguiente tabla se realiza la comparativa de algunas de las características de la ciencia y la pseudociencia: 
| Ciencia | Pseudociencia |
| --- | --- |
| Sus hallazgos se expresan principalmente a través de revistas científicas que son revisadas y mantienen estándares rigurosos de honestidad y precisión.                                          | La literatura está dirigida al público en general. No hay revisión, ni estándares, ni verificación previa a la publicación, ni exigencia de exactitud y precisión.          |
| Se exigen resultados reproducibles; los experimentos deben describirse con precisión para que puedan replicarse o mejorarse.                                                                     | Los resultados no se pueden reproducir ni verificar. Los estudios, si los hay, siempre se describen de manera tan vaga que no se puede entender qué se hizo o cómo se hizo. |
| Los fallos se buscan y estudian de cerca, porque las teorías incorrectas a menudo pueden hacer predicciones correctas por accidente, pero ninguna teoría correcta hará predicciones incorrectas. | Los fracasos se ignoran, se excusan, se ocultan, se miente, se descartan, se explican, se racionalizan, se olvidan y se evitan a toda costa.                                |
| A medida que pasa el tiempo, se aprende más y más sobre los procesos físicos que se estudian. | Nunca se encuentran ni estudian fenómenos o procesos físicos. No se hace ningún progreso; no se aprende nada concreto.                                                      |
| Convence apelando a la evidencia, por argumentos basados en razonamientos lógicos o matemáticos. Cuando la nueva evidencia contradice las viejas ideas, se abandonan.                            | Convence apelando a la fe y las creencias. La pseudociencia trata de convertir, no de convencer. La idea original nunca se abandona, sin importar la evidencia.             |
| No defiende ni comercializa prácticas o productos no probados. | Generalmente se gana la vida en parte o en su totalidad vendiendo productos cuestionables o servicios pseudocientíficos.                                                    |

Teniendo en cuenta todas las características que definen una pseudociencia, el Neurofeedback queda excluido de esta categoría. 
El Neurofeedback se puede considerar una técnica con sólidos fundamentos científicos que, en muchos estudios que siguen la metodología científica, ha podido probar su eficacia y que en la actualidad sigue investigándose su efecto en diferentes áreas.